# Tom Schamp
Tom Schamp (Mortsel, 22 mei 1970) is een Belgische illustrator van kinderboeken.

## Leven
Schamp studeerde Toegepaste Grafiek in Brussel, gevolgd door een jaar Illustratie en Grafische Technieken in Polen. Na zijn studies ging hij voor uitgeverij Averbode werken. Daar maakte hij covers voor de nieuwe boeken. Intussen tekende Schamp al meerdere malen voor weekbladen als Humo en kranten als De Morgen en De Standaard.

## Werk en achtergrond
Schamp werd aanvankelijk geïnspireerd door de klare-lijntekeningen van Joost Swarte en Ever Meulen. In de loop der jaren ontwikkelde hij zijn eigen stijl, die erg kleurrijk is. Pastels kom je zelden tegen. 
Zijn illustraties lijken op het eerste zicht misschien wel naïeve en kinderlijke tekeningen, maar ze vertellen heel wat meer als je goed kijkt. Hier en daar zitten er beeldgrapjes in verwerkt.
In de loop der jaren gebruikte Schamp verschillende materialen, zoals ecoline, aquarel, gouache, vetkrijt, papier en karton, die probleemloos gecombineerd werden tot een bijna surrealistisch geheel. Later is hij voornamelijk aan het werken met acryl op karton.
Zijn werk werd meermaals bekroond, onder meer met een Boekenpauw en Boekenpluim.

## Bekroningen
- 2001: Boekenpluim voor Mijn zus draagt een heuvel op haar rug
- 2007: Boekenpluim voor De buidelbaby
- 2008: Boekenpauw voor De zesde dag
- 2013: Gulden Palet voor Het leukste abc ter wereld
- 2013: Kinder- en Jeugdjury Vlaanderen (KJV) voor Fred en de wolk
- 2013: Boekenpauw voor Het leukste abc ter wereld